# Powstanie Ostranicy
Powstanie Ostranicy, znane także jako powstanie Ostranicy i Huni – powstanie kozackie o charakterze antyfeudalnym i narodowowyzwoleńczym wywołane w 1638 przez Jakuba Ostranicę i Dymitra Hunię.
Po stłumionym w grudniu rok wcześniej powstaniu Pawluka, wiosną 1638 roku wybuchł kolejny bunt. Przyczyną jego wybuchu była decyzja sejmu o ograniczeniu rejestru, likwidacji kozaczyzny i obróceniu Kozaków w chłopów. Powstanie pod wodzą hetmana kozaków nierejestrowych Jakuba Ostrzanina objęło tereny środkowego Dniepru, okolice Czerkas i Łubniów.
Po klęsce wojsk Jakuba Ostrzanina w bitwie pod Żowninem w dniach 13–14 czerwca nowym hetmanem i przywódcą powstania został obrany Dymitr Hunia. Kozacy byli w stanie utworzyć jedynie tabor i wkrótce otoczeni skapitulowali 8 sierpnia 1638 roku w oblężeniu nad rzeką Starzec.
Wśród polskich dowódców w tłumieniu powstania wyróżnili się hetman polny koronny Mikołaj Potocki i Jeremi Wiśniowiecki oraz wojewoda podolski, przyszły hetman wielki koronny Stanisław Rewera Potocki.
Najważniejszymi starciami w rebelii były:
- bitwa pod Żowninem
- oblężenie nad rzeką Starzec

Stłumienie tego lokalnego powstania kozackiego toczonego w okolicy Czerkasów, Łubnia i Połtawy przyniosło spokój na Ukrainie na 10 lat. Jednak w roku 1648 wybuchnie ze zdwojoną siłą powstanie, które obejmie swoim zakresem już całą Ukrainę – powstanie Chmielnickiego.